# Jicun (köpinghuvudort i Kina, Hunan Sheng, lat 25,96, long 112,15)
Jicun (kinesiska: 骥村) är en köpinghuvudort i Kina. Den ligger i provinsen Hunan, i den södra delen av landet, omkring 260 kilometer söder om provinshuvudstaden Changsha. Antalet invånare är 14 537. Befolkningen består av 7 002 kvinnor och 7 535 män. Barn under 15 år utgör 21,0 %, vuxna 15-64 år 69 %, och äldre över 65 år 9,0 %.
Runt Jicun är det tätbefolkat, med 383 invånare per kvadratkilometer. Närmaste större samhälle är Longquan, 8,5 km sydost om Jicun. I omgivningarna runt Jicun växer i huvudsak blandskog.
Genomsnittlig årsnederbörd är 1 888 millimeter. Den regnigaste månaden är augusti, med i genomsnitt 273 mm nederbörd, och den torraste är oktober, med 37 mm nederbörd.